# Château de Fénétrange
Le château de Fénétrange est un château français du département de la Moselle, faisant partie de la commune de Fénétrange.

## Toponymie
Durant le XIXe siècle, cet édifice est plusieurs fois mentionné sous les orthographes : « Château de Fenestrange » et « Château de Fénestrange »,,,,. Le [s] ayant donc fini par disparaitre.

## Histoire
Au Xe siècle, le château de Fénétrange, alors dénommé château des Fénétrange-Malberg, était une forteresse médiévale, cernée par d'imposants murs et des fossés. Ces derniers pouvaient être remplis de l'eau de la Sarre voisine en cas d'attaque, afin d'assurer la sécurité de la forteresse. Le château avait alors la réputation d'être imprenable.
En 1467, après la mort de Jean VII de Fénétrange et l'extinction de la dynastie du même nom,, le château devint propriété de la Maison de Moers-Sarrewerden et de la Maison de Neuchâtel.
Il est partiellement inscrit, pour les façades et toitures et classé pour la chapelle et l'escalier hélicoïdal, au titre des monuments historiques par arrêté du 13 décembre 1982.

## Description

### La cour du château
Le château de Fénétrange est facilement reconnaissable à sa cour, en forme de "fer à cheval". Cette forme atypique est le résultat de travaux de reconstruction entreprit par Dominique de Frimont, propriétaire du château, en 1766.
Le pavage de la cour représente la rosace présente sur le sol de la nef de la collégiale Saint-Remy de Fénétrange. En son centre se trouve une plaque où figure le blason de Fénétrange, surmonté d'une couronne symbole de la commune en héraldique civile.

### L'escalier hélicoïdal
L'escalier est caractérisé par sa forme en coquille d'escargot, situé dans une ancienne tour. Il est classé monument historique depuis 1982. Il s'agit d'un exemple d'escalier hélicoïdal unique en Lorraine.

### La chapelle castrale
La chapelle castrale est un édifice de style gothique. Elle également connue sous l’appellation de chapelle seigneuriale. Elle a été érigée en 1584, à l'initiative de Diane de Dommartin et son époux, Charles Philippe de Croÿ, à la suite de la Réforme, à Fénétrange.